# Japanska Formel 3000 1993
Japanska Formel 3000 1993 kördes över nio omgångar. Kazuyoshi Hoshino tog sin sista titel i serien, på samma poäng som Eddie Irvine. Ross Cheever slutade på tredje plats, bara en poäng bakom.

## Delsegrare
| Datum        | Bana   | Vinnare           |
| ------------ | ------ | ----------------- |
| 21 mars      | Suzuka | Ross Cheever      |
| 11 april     | Fuji   | Kazuyoshi Hoshino |
| 9 maj        | Mine   | Mauro Martini     |
| 23 maj       | Suzuka | Eddie Irvine      |
| 1 augusti    | Sugo   | Marco Apicella    |
| 5 september  | Fuji   | Toshio Suzuki     |
| 26 september | Suzuka | Ross Cheever      |
| 17 oktober   | Fuji   | Kazuyoshi Hoshino |
| 14 november  | Suzuka | Thomas Danielsson |

## Slutresultat
| Plats | Förare               | Poäng |
| ----- | -------------------- | ----- |
| 1     | Kazuyoshi Hoshino    | 32    |
| 2     | Eddie Irvine         | 32    |
| 3     | Ross Cheever         | 31    |
| 4     | Marco Apicella       | 23    |
| 5     | Toshio Suzuki        | 22    |
| 6     | Thomas Danielsson    | 19    |
| 7     | Mauro Martini        | 10    |
| 8     | Andrew Gilbert-Scott | 10    |